# Rue Gustave-Laurent
Pour les articles homonymes, voir Laurent.
La  rue Gustave-Laurent  est une voie de la commune de Reims, située au sein du département de la Marne, en région Grand Est.

## Situation et accès
La rue Gustave-Laurent appartient administrativement au Quartier Chemin Vert - Europe à Reims.

## Origine du nom
Elle rend hommage à l'homme politique rémois Gustave Laurent (1873-1949).

## Historique
La rue fut percée en 1887 sous le nom de « rue de Bétheniville » avant de prendre sa dénomination actuelle en 1950